# Smriti Irani
Smriti Zubin Irani, nacida Smriti Malhotra (Nueva Delhi, 23 de marzo de 1976) es una política india, anteriormente modelo, actriz televisiva, y productora. Irani es ministra en el Consejo Unido de Ministros de India. Se desempeña en el gabinete del Primer Ministro Narendra Modi como Ministra de Textiles y obtuvo un cargo adicional como ministra de Desarrollo de la Mujer y el Niño en el 2.º gabinete de Modi desde mayo de 2019. Es una dirigente destacada dentro del Partido Bharatiya Janatay parlamentaria en el Lok Sabha, representando Amethi.
En la elección general india de 2019, Irani derrotó a Rahul Gandhi - el dirigente de oposición principal del país y presidente del Congreso Nacional Indio - y obtuvo la banca. La familia de Gandhi había representado anteriormente el distrito durante cuatro décadas. Previo a esto, Irani fue miembro del Rajya Sabha por Guyarat y ocupó múltiples carteras como ministra en el Gobierno de India.
En el 2.º Ministerio Modi, Irani prestó juramento nuevamente como ministra de Gabinete el 30 de mayo de 2019. Es la ministra más joven en el Consejo de Ministros a los 43.años de edad. El 31 de mayo de 2019, el gobierno liberó las carteras para los ministros. Irani retuvo su cargo como ministra de Textiles. También le fue otorgado un cargo adicional de ministra de Desarrollo de la Mujer y el Niño, sucediendo a Maneka Gandhi.

## Primeros años y educación
Smriti Malhotra nació el 23 de marzo de 1976, hija de Shibani Bagchi (madre bengali) y Ajay Kumar Malhotra (padre Punjabi-Maharashtriano). Es la mayor de 3 hermanas.
Ha sido parte del Rashtriya Swayamsevak Sangh (RSS) desde su niñez, tal como su abuelo fue un RSS swayamsevak y su madre fue miembro de Jana Sangh. Terminó sus estudios en la secundaria Holy Child Auxilium School en Nueva Delhi. Más tarde, se matriculó en la School of Open Learning en la Universidad de Delhi.
En abril de 2019, mediante una declaración jurada, Irani dijo no estar graduada. Ella dio a conocer que si bien salvó los exámenes de primer año de la Licenciatura en Comercio de School of Open Learning en la Universidad de Delhi, no completó los tres años de la licenciatura. Como candidata en las elecciones de 2014 de Chandni Chowk en Delhi, Irani había declarado que tenía una Licenciatura en Humanidades.

## Carrera de actriz
Irani fue una de los participantes del concurso de belleza Miss India 1998 pero no pudo alcanzar las primeras 9 finalistas, junto con Gauri Pradhan Tejwani.
En 1998, Irani apareció en una canción "Boliyan" del álbum "Saawan Mein Lag Gayi Aag" con Mika Singh. En 2000, hizo su debut en las series televisivas Aatish y Hum Hain Kal Aaj Aur Kal; ambas series se pudieron ver en el canal Star Plus. Aparte de esto, ella también actuó en la serial Kavita en el canal DD metro. A mediados del 2000, Irani obtuvo el papel principal de Tulsi Virani en la producción de Ekta Kapoor llamada Kyunki Saas Bhi Kabhi Bahu Thi en StarPlus. Irani sustenta el récord al ganar cinco premios consecutivos de la Academia de Televisión india como mejor actriz - popular, y cuatro premios Telly indios. Irani tuvo un altercado con la productora Ekta Kapoor y dejó el espectáculo en junio de 2007 y fue reemplazada por Gautami Kapoor. Luego reapareció en mayo de 2008 en un episodio especial.
En el 2001, también interpretó el personaje épico de Sita en Ramayan en el canal Zee TV. En 2006, Irani coprodujo el espectáculo Thodi Si Zameen Thoda Sa Aasmaan junto con Ugraya Entertainment y Balaji Telefilms. También interpretó el papel principal de Uma en dicho espectáculo.. En el 2007, Irani produjo la serial de televisión Virrudh para Sony televisión y también interpretó el personaje de Vasudha en dicha serial. Ella también produjo Mero Apne para el canal 9X e interpretó la protagonista junto a Vinod Khanna. Ella también desempeñó un papel secundarTeen Bahuraaniyaan en Zee TV.
En 2008, Irani junto con Sakshi Tanwar condujeron el espectáculo Yeh Hai Jalwa, un reality show basado en baile que presenta celebridades junto con sus grupos en 9X. En el mismo año también produjo otro espectáculo en Zee TV, Waaris, que finalizó en el 2009. En 2009, Irani apareció en un programa cómico, Maniben.com, en SAB TV. También coprodujo el espectáculo en colaboración con Contiloe Entertainment. En 2012, trabajó en la película bengali Amrita.

## Carrera política
Irani es parlamentaria (Lok Sabha) del distrito Amethi y ganó las elecciones Loksabha en 2019. Irani se unió al Partido Popular Indio (BJP) en el 2003. Se convirtió en la vicepresidenta del Sector Juvenil de Maharashtra en 2004. En las elecciones generales de 2004 para el 14.º Lok Sabha, Irani disputó contra Kapil Sibal del distrito Chandni Chowk en Delhi, pero sin éxito. Fue nominada miembro ejecutivo del comité central del BJP. En diciembre de 2004, Irani, culpando de la derrota electoral del BJP al entonces primer ministro de Guyarat, Narendra Modi, amenazó con hacer un ayuno ilimitado hasta que él dimitiera. Sin embargo, ella más tarde se retractó después de que el liderazgo central del BJP amenazó con tomar acciones contra ella. En mayo de 2009, mientras hacía campaña por la candidatura de Vijay Goel en Nueva Delhi, Irani manifestó sus preocupaciones sobre la seguridad de las mujeres en la capital. Ella promovió la pena capital para violadores como forma de disuación de dicho delito.
A comienzos de 2010, Irani fue nombrada Secretaria Nacional del BJP y el 24 de junio, fue nombrada Presidente de Toda India del ala femenina del BJP. el Mahila Morcha BJP.. En agosto de 2011, ella prestó juramento como parlamentaria del Guyarat al Rajya Sabha.
Irani disputó las elecciones generales del 2014 contra Rahul Gandhi en el distrito Amethi de Uttar Pradesh. Irani perdió frente a Gandhi por 1,07 923 votos, un margen de 12.32 %. El 26 de mayo de 2014, el primer ministro Narendra Modi la nombró ministra de Desarrollo de Recurso Humano en su gabinete. Su nombramiento fue criticado por muchas personas debido a la ausencia de educación formal superior de Irani.
Irani ha sido acusada de tergiversar sus títulos en educación. Ella entregó declaraciones juradas contradictorias mientras se enlistaba en las distintas elecciones. En junio de 2015, un tribunal inferior sostuvo que las acusaciones contra Irani debían mantenerse y que una demora en el juicio no era razón válida para la destitución. Irani le pidió al pueblo que presentara una petición acerca de sus títulos en educación para saber sobre la verdad detrás de la declaración jurada.
Irani fue acusada de favoritismo hacia Vishram Jamdar, un seguidor de RSS autoproclamado y un dirigente regional Sangh Parivar, para que se lo nombrara como director del Instituto Nacional de Tecnología Visvesvaraya, Nagpur.
El período de Irani como ministra HRD demostró ser polémico. Irani realizó un discurso en el parlamento en el que habló sobre la controversia de sedición del JNU en 2016 y el suicidio de Rohith Vemula. Rajashree M de la Universidad de Hyderabad contradijo algunos reclamos hechos por Irani con respecto a las circunstancias de la muerte de Rohith.
Irani anunció el comienzo de nuevos departamentos de yoga en seis universidades nuevas en junio de 2016.
En julio de 2016, se le retiró a Irani el Ministerio de Desarrollo de Recurso Humano, y en su lugar le fue adjudicado el Ministerio de Textiles, al darse un reajuste de gabinete. Este cambio parece deberse, al menos así lo interpretaron muchos analistas políticos, a las controversias generadas en torno a Irani.
En julio de 2017, se le concedió un cargo adicional en el Ministerio de Información y Radiodifusiones (India) cuando el ministro anterior M.Venkaiah Naidu renunció para participar en las elecciones vicepresidenciales. El 14 de mayo de 2018, se le quitó a Irani el ministerio y su suplente Rajyavardhan Singh Rathore se hizo cargo de su cartera. Él será el ministro de Estado (cargo independiente) del Ministerio de Información y Radiodifusiones.
El 31 de mayo de 2019, Smriti Irani fue nuevamente nombrada para continuar como ministra de Textiles. Además, le fue otorgado otro ministerio más, el Ministerio de Mujeres y Desarrollo del Niño, ministra en el 17.º Lok Sabha bajo el primer ministro Narendra Modi.

### Victoria en la elección general de 2019 contra Rahul Gandhi
En las elecciones nacionales de 2019, en el distrito de Amethi de Uttar Pradesh, Irani ganó de forma histórica contra Rahul Gandhi, candidato del congreso, por margen de 55,120 votos. El Partido Popular indio (Bharatiya Janata Partido o BJP) y su plana mayor invirtieron un gran esfuerzo los últimos cinco años para asegurarse dicha victoria. Irani realizó varias visitas a Amethi luego de su derrota para lanzar programas de desarrollo en su distrito; aunque estos no lograron gran atención de los conservadores del congreso. El congreso continuó con su premisa de que el factor de lealtad familiar seguiría funcionando, pero Irani insistió en cómo un número récord de lavabos y casas habían sido construidos por el Centro para los pobres en Amethi desde que el gobierno Modi alcanzó el poder.
Este es el escaño perteneciente al parlamentario Rahul Gandhi desde 2004. En 2014 Smriti Irani le dio una feroz batalla, preparándose 45 días previo a la elección, y logró reunir tres votos lakh en la circunscripción electoral.

### La controversia en relación con su formación académica
Irani fue acusada de entregar declaraciones juradas contradictorias sobre sus certificaciones en educación durante varias elecciones. En su declaración jurada para las elecciones Lok Sabha de 2004, ella afirmó ser Licenciada en Humanidades de la Universidad de Delhi. Sin embargo, mientras completaba su declaración jurada en los papeles de su nombramiento para Rajya Sabha de Guyarat en 2011 y Lok Sabha de Uttar Pradesh en 2014, dijo no haber terminado dicha licenciatura en la School of Open Learning en la Universidad de Delhi.
Sin embargo, la corte decidió que Irani no sería citada. Posteriormente se supo que Irani sólo realizó parte de la licenciatura en la declaración jurada que ella completó para las elecciones de Rajya Sabha de Guyarat en 2017 que afirmaba "Licenciada en Comercio, parte 1. Curso de tres años incompleto".
Un escritor independiente, Ahmer Khan, presentó una queja en abril de 2015 sosteniendo que Smriti Irani había completado una declaración jurada en abril de 2004 para las elecciones de Lok Sabha, declarando que ella había completado su licenciatura en el 1996 (Universidad de Delhi) pero en otra declaración jurada del 16 de abril de 2014 que ella completó para las encuestas para el Lok Sabha, se vio que ella no había realizado dicha licenciatura en forma completa. El alegato sostiene que los hechos y circunstancias demuestran delito de parte de Smriti bajo sección 125A de la Ley de Representación de Personas, 1951. La sección 125A de RPA trata sobre la pena por completar una declaración jurada falsa y aplica prisión por un período de hasta seis meses o multa, o ambos.
El 20 de noviembre de 2016, el tribunal permitió al querellante que se accedieran a los registros de Irani a través de los oficiales de EC y DU. Durante las audiencias, un oficial informó que los documentos completados por la Sra. Irani en relación con sus títulos académicos no pudieron ser localizados. También la Universidad de Delhi afirmó que aún no eran encontrados los documentos pertenecientes al curso de licenciatura de Irani en 1996, supuestamente mencionados por ella en su declaración jurada para las elecciones Lok Sabha de 2004.
El 6 de octubre de 2016, el Tribunal de Patiala pidió a la Comisión de Elecciones que autentificara los certificados de la ministra de la Unión Smriti Irani, y posteriormente el tribunal aplazó el asunto hasta el 15 de octubre.
El 18 de octubre de 2016, un tribunal de Delhi resolvió que Smriti Irani no sería convocada por el caso de falsificación de título porque la petición contra Irani cuestionando sus títulos universitarios era un intento de acoso. El tribunal sostuvo que el querellante no habría realizado una denuncia si ella no fuera una ministro central. El Magistrado Metropolitano Harvinder Singh dijo que la evidencia original había sido perdida debido al transcurso de los años, y la evidencia secundaria no fue suficiente para el tribunal. El Magistrado también dijo que el querellante tuvo un "retraso de 11 años" en realizar la denuncia contra Irani.
Irani también ha alegado que posee un certificado de la Universidad de Yale que en realidad es simplemente un programa de entrenamiento de 6 días al cual asistió un grupo de parlamentarios en ese momento.

## Vida personal
En 2001, Smriti se casó con un empresario Parsi - Zubin Irani. En octubre del mismo año, la pareja tuvo su primer hijo llamado Zohr. En septiembre de 2003, la pareja tuvo su segundo hijo, una niña llamada Zoe.
Smriti es también madrastra de Shanelle, hija de Zubin Irani con su anterior esposa, la coordinadora y concursante de belleza Mona Irani quien es ahora estudiante de leyes en la Universidad de Georgetown en los Estados Unidos.

## Historia electoral
- 2014 - Derrota contra Rahul Gandhi de Amethi (distrito Lok Sabha) incluso después de obtener 3 votos lakh
- 2019–al presente - Miembro de Lok Sabha de Amethi (distrito Lok Sabha) derrotando al Presidente del Congreso Nacional Rahul Gandhi

## Trabajos

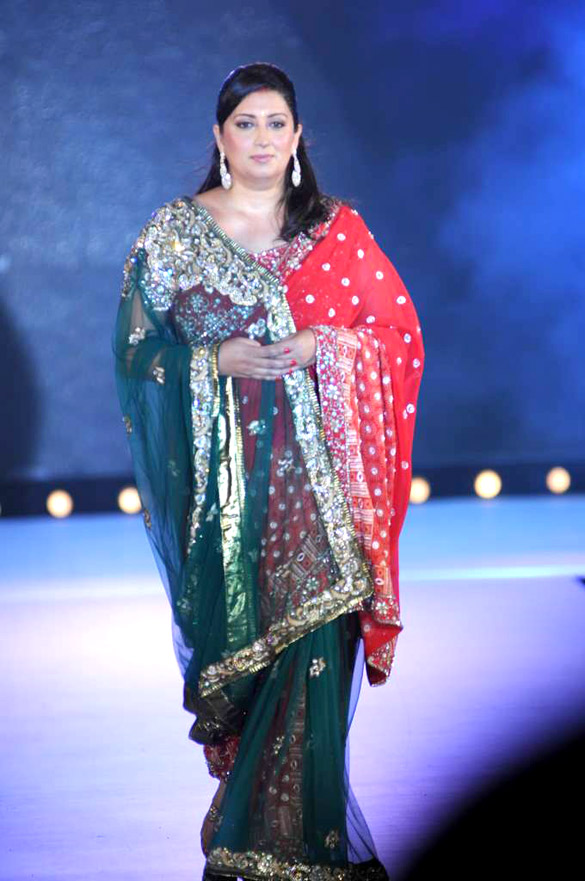
Irani camina por la pasarela del diseñador de moda Manish Malhotra & Shaina NC recaudando fondos para la Asociación de Ayuda de Pacientes con Cáncer (CPAA).

### Televisión
| Año       | Espectáculo                      | Personaje                |
| --------- | -------------------------------- | ------------------------ |
| 2000–2008 | Kyunki Saas Bhi Kabhi Bahu Thi   | Tulsi Mihir Virani       |
| 2000      | Hum Hain Kal Aaj Aur Kal         |                          |
| 2000      | Kavita                           | Kavita                   |
| 2001–2003 | Kya Hadsaa Kya Haqeeqat          | Smriti                   |
| 2001–2003 | Kuch... Diiil Se                 | Anfitriona               |
| 2001–2002 | Ramayan                          | Sita                     |
| 2006–2007 | Thodi Si Zameen Thoda Sa Aasmaan | Uma                      |
| 2007–2008 | Virrudh                          | Vasudha Sushant Sharma   |
| 2007–2008 | Mero Apne                        | Sharda                   |
| 2007–2008 | Adolescente Bahuraaniyaan        | Vrinda                   |
| 2008      | Yeh Hai Jalwa                    | Anfitriona               |
| 2008      | Waaris                           | Productora               |
| 2009–2010 | Maniben.com                      | Maniben Jamankumar Patel |
| 2012      | Savdhaan India                   | Anfitriona               |
| 2013      | Ek Thhi Naayka                   | Swati                    |

### Proyectos de teatro
| Proyectos                         | Idioma   | Personaje |
| --------------------------------- | -------- | --------- |
| Kuch Tum Kaho Kuch Hum Kahein     | Hindi    | Sargam    |
| Maniben.com                       | Gujarati | Mani      |
| Koi Taru Bau Saru Thayu           | Gujarati | Devika    |
| Muktidhaam                        | Gujarati | Madre     |
| Garv Thi Kaho Ame Gujarati Chhiye | Gujarati | Mridula   |
| Jai Bolo Telangana                | Telugu   | Madre     |

### Películas
| Año  | Película           | Personaje                    | idioma  |
| ---- | ------------------ | ---------------------------- | ------- |
| 2010 | Malik Ek           | Personificación de Dwarkamai | Hindi   |
| 2011 | Jai Bolo Telangana | Activista                    | Telugu  |
| 2012 | Amrita             | Amrita                       | Bengali |

## Premios
| Año  | Premio                                     | Categoría                           | Espectáculo                    |
| ---- | ------------------------------------------ | ----------------------------------- | ------------------------------ |
| 2001 | Premios de la Academia de Televisión india | Mejor actriz (Popular)              | Kyunki Saas Bhi Kabhi Bahu Thi |
| 2002 | Premios de la Academia de Televisión india | Mejor actriz (Popular)              | Kyunki Saas Bhi Kabhi Bahu Thi |
| 2002 | Premios Telly indios                       | Mejor actriz en un rol protagónico  | Kyunki Saas Bhi Kabhi Bahu Thi |
| 2003 | Premios de la Academia de Televisión india | Mejor actriz (Popular)              | Kyunki Saas Bhi Kabhi Bahu Thi |
| 2003 | Premios Telly indios                       | Mejor actriz en un rol protagónico  | Kyunki Saas Bhi Kabhi Bahu Thi |
| 2003 | Premios Telly indios                       | Mejor Personalidad de la Televisión | Kyunki Saas Bhi Kabhi Bahu Thi |
| 2004 | Premios de la Academia de Televisión india | Mejor actriz (Popular)              | Kyunki Saas Bhi Kabhi Bahu Thi |
| 2005 | Premios de la Academia de Televisión india | Mejor actriz mejor (Popular)        | Kyunki Saas Bhi Kabhi Bahu Thi |
| 2007 | Premios Telly india                        | Mejor actriz (Jurado)               | Virrudh                        |
| 2010 | Premios de la Academia de Televisión india | Premio de Hito de la ITA            | Kyunki Saas Bhi Kabhi Bahu Thi |